# Ishtar (piosenkarka)

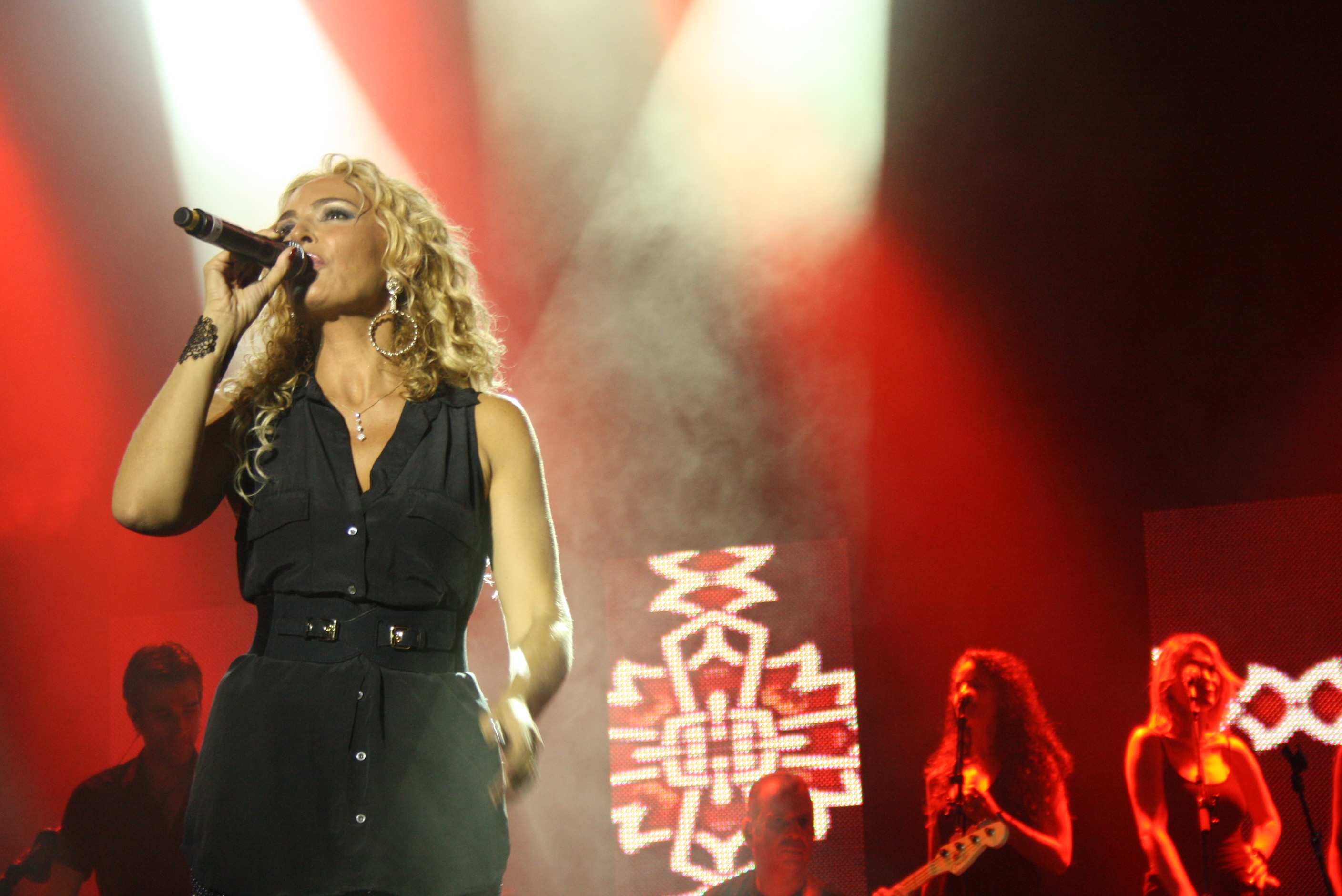
Ishtar w 2010 r.

Ishtar, właśc. Esther (Eti) Zach (ur. 10 listopada 1968 w Kiryat Atta) – izraelska piosenkarka pop. Najbardziej znana jako wokalistka francuskiej grupy Alabina oraz późniejszych solowych przebojów, m.in.: C'est la vie, Last Kiss, Horchat Hai Caliptus i Habibi (Sawah). Śpiewa w kilku językach: arabskim, hebrajskim, bułgarskim, francuskim, hiszpańskim, rosyjskim i angielskim. 

## Wczesne życie
Urodziła się w mieszanej arabsko-żydowskiej rodzinie niedaleko Hajfy i została wychowana w Izraelu w duchu kultury Mizrahi, jej rodzice wcześniej wyemigrowali do Izraela z Maroka i Egiptu.
Zaczęła występować w klubach w wieku 14 lat i kontynuowała występy nawet podczas służby wojskowej. Wybrała imię Isztar, bogini mezopotamskiej, ponieważ jej babka nazwała ją Ester, co z egipskim akcentem brzmiała jak Isztar. Wkrótce za namową przyjaciela zamieszkała we Francji. 

## Kariera

### Lata w zespole Alabina
Kiedy przeniosła się do Francji rozpoczęła występy w chórkach podczas pokazów flamenco. Tutaj została odkryta przez Charlesa Ibgui, który przedstawił ją muzykom grupy Los Niños de Sara. Dołączyła do grupy jako główna wokalistka i razem występowali pod nazwą Alabina. Zespół szybko odniósł światowy sukces lokując swe utwory w top 10 i top 40 w Stanach Zjednoczonych.
Alabina odniosła sukces łącząc dźwięki flamenco, muzyki arabskiej, popu i dance. Los Niños de Sara śpiewali zazwyczaj po hiszpańsku, podczas gdy Isztar śpiewała po hiszpańsku, arabsku, francusku, hebrajsku lub mieszanką języków.

### Kariera solowa
Mimo sukcesu zespołu po dwóch albumach Ishtar zdecydowała się na samodzielny projekt solowy (nie przestając być członkiem grupy). W listopadzie 2000 r. wydała płytę La Voix d'Alabina, na której orientalna popowa muzyka zmieszała się z tradycyjnymi arabskimi dźwiękami i tanecznymi rytmami. Większość piosenek była po francusku. Kilka utworów odniosło sukces na parkiecie, w tym Last Kiss. Ishtar złożyła wizytę w Izraelu, gdzie gościła w kilku programach telewizyjnych, śpiewając duety z lokalnymi gwiazdami takimi, jak Pavlo Rosenberg, Avihu Medina i Dawid D’Or.
Przez następne kilka lat kontynuowała trasę koncertową z Alabiną, pracując nad swoim drugim albumem, Truly Emet, który został wydany w sierpniu 2003 roku, tym razem z większością utworów w języku hebrajskim. Płyta odniosła ponownie sukces, zwłaszcza utwory C'est La Vie i ponownie Last Kiss. W 2005 roku grupa Alabina się rozpadła. 
Trzeci album Ishtar, Je Sais D'où Je Viens (Wiem, skąd pochodzę) został wydany w listopadzie 2005 roku. Tym razem muzyka była o wiele mniej taneczna, pojawiło się więcej rytmów hip-hopowych. Większość piosenek zaśpiewała po arabsku. Po raz kolejny odniosła sukces dzięki takim singlom, jak Habibi (Sawah), śpiewanym z raperem JMI Sissoko. Niedługo potem miała premierę płyta The Alabina Years z największymi solowymi hitami Ishtar, kilkoma przebojami Alabiny oraz kilkoma nowymi utworami.
W 2005 roku Ishtar wydała swój piąty album, nagrany w Paryżu, Nowym Jorku i Turcji z udziałem artysty Jimmy’ego Sissoko. Na tym albumie zaadaptowała arabską muzykę z dzieciństwa z różnymi odmianami hiszpańskiej i zachodniej muzyki pop. Po tym albumie postanowiła zrobić sobie przerwę, by urodzić bliźniaki w 2007 roku.
W 2009 roku nagrała piosenkę Yahad w duecie z Kobi Peretz, która została nagrodzona wyróżnieniem „Song Of The Year” (Diamentowa Nagroda) podczas Big Apple Music Awards w Nowym Jorku.
W 2012 roku wydała nowy album „7”. Album zawiera 12 utworów, w tym singiel Mi Amor. W tym samym roku wystąpiła w izraelskim filmie Balada le'aviv ha'bohe, w którym także wykonuje tytułową piosenkę.
Obecnie mieszka we Francji.

## Dyskografia

### Albumy
- The Voice of Alabina (2000)
- Truly (Emet) (2003)
- Je Sais d'où Je Viens (2005)
- The Alabina Years
- Best of Ishtar Alabina
- 7 (2012)
- Baila (2016)

### Single
- „Last Kiss"
- „C'est La Vie” „
- „ Habibi (Sawah) „
- „Yahad"
- „Mi Amor"
- „Get Loud"
- „Paris"